# Xenobrochus australis
Xenobrochus australis är en armfotingsart som beskrevs av Cooper 1981. Xenobrochus australis ingår i släktet Xenobrochus och familjen Dyscoliidae. Inga underarter finns listade i Catalogue of Life.